# Anne Dudley
Anne Dudley, właśc. Anne Jennifer Beckingham (ur. 7 maja 1956 w Chatham, hrabstwo Kent) – brytyjska kompozytorka, aranżer, producentka muzyczna, dyrygentka, muzyk, współzałożycielka i filar grupy The Art of Noise, laureatka Oscara za najlepszą muzykę.

## Życiorys
Ukończyła londyńskie konserwatorium Royal College of Music oraz King’s College.
Anne Dudley kojarzona jest głównie z zespołem The Art of Noise oraz ze swoją pracą nad muzyką filmową. Osiągnęła także wiele sukcesów pisząc muzykę do reklam (np. dla marki Stella Artois).
Karierę w muzyce pop rozpoczynała od współpracy z Trevorem Hornem. Pracowali razem przy nagraniach The Lexicon of Love ABC (1982), Buffalo Gals Malcolma McLarena (1983) oraz Two Tribes Frankie Goes to Hollywood (1984).
Anne Dudley współpracowała także z takimi artystami jak Pulp, Phil Collins, Jeff Beck, Seal, Elton John oraz Will Young.
Wyprodukowała album Voice Alison Moyet (2004).

## Dyskografia
- Buster (The Original Motion Picture Soundtrack) (1988) – ścieżka dźwiękowa do filmu Buster
- Songs from the Victorious City (1990) (wspólnie z Jazem Colemanem)
- The World of Jeeves and Wooster (1990) – ścieżka dźwiękowa do brytyjskiego serialu komediowego Jeeves and Wooster
- The Crying Game (Music From The Motion Picture) (1992) – ścieżka dźwiękowa do filmu Gra pozorów
- Knight Moves (Ein Mörderisches Spiel) (1992) – ścieżka dźwiękowa do filmu Mordercza rozgrywka
- Felidae (Original Soundtrack) (1994) – ścieżka dźwiękowa do animowanego kryminału pod tym samym tytułem
- Ancient and Modern (1995)
- Gentlemen Don't Eat Poets (Original Motion Picture Soundtrack) (1995) – ścieżka dźwiękowa do filmu Groteska
- When Saturday Comes (Music from and Inspired by the Film) (1996) (różni artyści) – ścieżka dźwiękowa do filmu Kiedy nadejdzie sobota
- Hollow Reed (Music From The Original Soundtrack) (1996) (różni artyści) – ścieżka dźwiękowa do filmu Jak trzcina na wietrze (Ofiara uczuć)
- Kavanagh Q.C. (Original Music From The ITV Series) (1997) (wraz z Johnem E. Keanem) – ścieżka dźwiękowa do brytyjskiego serialu pod tym samym tytułem
- The Full Monty (Music from the Motion Picture Soundtrack) (1997) (różni artyści) – ścieżka dźwiękowa do filmu Goło i wesoło
- American History X (Original Film Score) (1998) – ścieżka dźwiękowa do filmu Więzień nienawiści
- Pushing Tin (Original Motion Picture Score) (1999) – ścieżka dźwiękowa do filmu Zmęczenie materiału
- The 10th Kingdom (Original Television Soundtrack) (2000) – ścieżka dźwiękowa do miniserialu fantasy Dziesiąte królestwo
- A Different Light (2001)
- Monkeybone (Original Motion Picture Soundtrack) (2001) – ścieżka dźwiękowa do filmu Małpiszon
- Lucky Break (Music from and Inspired by) (2001) – ścieżka dźwiękowa do filmu Szczęśliwa zrywa
- Seriously Chilled (New Arrangements of Classic Chill-out Anthems) (2003)
- Tristan & Isolde (Original Motion Picture Soundtrack) (2006) – ścieżka dźwiękowa do filmu Tristan i Izolda
- Black Book (Music from the Motion Picture) (2006) – ścieżka dźwiękowa do filmu Czarna księga
- Les Misérables (Highlights from the Motion Picture Soundtrack) (2012) - ścieżka dźwiękowa do filmu Les Misérables. Nędznicy; Anne Dudley była producentem muzycznym i aranżerem muzyki do filmu[3]
- Elle (Original Motion Picture Soundtrack) – ścieżka dźwiękowa do filmu Elle (2016),
- Benedetta (Original Motion Picture Soundtrack) – ścieżka dźwiękowa do filmu Benedetta (2021)

## Nagrody i nominacje
- 1993 British Academy Television Awards (BAFTA Tv Awards)
  - nominacja w kategorii Best Original Television Music (serial Jeeves and Wooster)
- 1994 ASCAP Film and Television Music Awards
  - nominacja w kategorii Top Box Office Films (film Gra pozorów)
- Nagrody BAFTA 1997 (51. ceremonia rozdania nagród BAFTA)
  - nominacja w kategorii Anthony Asquith Award for Film Music (film Goło i wesoło)
- 70. ceremonia wręczenia Oscarów (Oscary za rok 1997)
  - statuetka w kategorii Najlepsza muzyka w musicalu lub komedii (film Goło i wesoło)